# Уэдраого, Рабаки Жереми
Рабаки Жереми Уэдраого (фр. Rabaki Jérémie Ouedraogo; род. 31 декабря 1973, Kokologo, Западно-Центральная область) — буркинийский шоссейный велогонщик.

## Карьера
За время своей карьеры неоднократно стартовал на главной африканской гонке Тур дю Фасо, которую выиграл в 2005 году. Несколько раз становился чемпионом и призёром Буркина-Фасо в групповой гонке. Также стартовал на проводившихся с 2005 года в рамках Африканского тур UCI гонках Тропикале Амисса Бонго, Букль дю Котон, Тур Камеруна, Тур Сенегала, Ивуарийский тур мира, Тур Мали.
Наибольших успехов добился в сезонах 2005 и 2006 годов, что позволило ему дважды попасть в топ-3 индивидуального рейтинга Африканкого тур UCI. Сначала стал третьим в 2005 году, а наследующий 2006 год выиграл его. 
В 2006 году выступил на чемпионате мира вместе с Саиду Руамбой и Абд аль-Ваххаб Савадого.
В 2007 году принял участие на Всеафриканских играх 2007 проходивших в городе Алжир (Алжир).

## Достижения
2000
3-й на Чемпионат Буркина-Фасо — групповая гонка
2001
9-й этап на Тур дю Фасо
2003
3-й на Чемпионат Буркина-Фасо — групповая гонка
2005
 Чемпион Буркина-Фасо — групповая гонка
2-й, 4-й и 7-й этапы на Букль дю Котон
Тур дю Фасо
1-й в генеральной классификации
1-й, 5-й и 8-й этапы
2-й на Букль дю Котон
3-й в Африканский тур UCI
2006
Африканский тур UCI
 Чемпион Буркина-Фасо — групповая гонка
Grand Prix Onatel
Букль дю Котон
1-й в генеральной классификации
1-й и 7-й этапы
2007
4-й и 7-й этап на Букль дю Котон
10-й этап на Тур де л’эст интернациональ
2-й на Чемпионат Буркина-Фасо — групповая гонка
2008
3-й этап на Тур де л’эст интернациональ
2009
 Чемпион Буркина-Фасо — групповая гонка
Grand Prix Onatel
2010
2-й на Чемпионат Буркина-Фасо — групповая гонка

## Рейтинги
| Год                 | 2005 | 2006 | 2007 | 2008 | 2009 |
| ------------------- | ---- | ---- | ---- | ---- | ---- |
| Африканский тур UCI | 3-й  | 1-й  | 65-й | -    | 27-й |
|                     |      |      |      |      |      |
| Источник: UCI       |      |      |      |      |      |